# Ca la Toni
Ca la Toni és una obra de Calafell (Baix Penedès) protegida com a bé cultural d'interès local.

## Descripció
És un conjunt d'edificis entre mitgeres de planta rectangular amb planta baixa i tres plantes pis, la darrera de les quals no ocupa la totalitat de la superfície de les plantes inferiors. Una part de la coberta, amb sostre mort, és plana i transitable, i la resta és inclinada. A la part posterior hi ha un pati i, al fons de la finca, una edificació auxiliar d'una planta.
La composició de la façana principal és ordenada, a partir d'eixos de simetria. A la planta baixa, d'esquerra a dreta, hi ha l'antic portal de la casa, actualment modificat i convertit en finestral, d'arc carpanell de pedra tallada. A la clau de l'arc hi ha gravat l'any 1882 i les inicials RM. Després hi ha un finestral, també de pedra i arc carpanell, amb clavellinera i barana de ferro. La porta rectangular va ser oberta posteriorment.
Al primer pis hi ha dos balcons rectangulars que comparteixen una llosana motllurada, molt probablement de pedra tallada, suportada per quatre mènsules decorades de ceràmica. Al segon pis hi ha dos balcons més petits amb llosana motllurada i mènsules decorades. Al damunt de cada balcó, coincidint amb el sostremort, hi ha un respirador circular. Coincidint amb els trespols hi ha una cornisa que és interrompuda per les llosanes dels balcons. A la part superior de la façana hi ha una cornisa més gran, amb motllura, sobre la qual hi ha un ampit calat constituït per pilastres prismàtiques i elements seriats de terrissa. Les baranes dels balcons, de ferro forjat, són fetes amb barrots verticals que arrenquen d'un sòcol decorat amb elements curvilinis. Als balcons hi ha persianes de llibret. A la part baixa de la façana hi ha un sòcol de pedra tallada.
El parament és arrebossat i pintat de color ocre clar. A l'extrem dret hi ha una cadireta que suporta la línia elèctrica. També hi ha cables de telefonia fixats a la façana. El sistema constructiu és de tipus tradicional amb murs de càrrega i sostres unidireccionals de bigues de fusta. Els murs són, probablement, de maçoneria unida amb morter de calç. Obertures de façana són fetes de pedra tallada (roca calcària cristal·lina, compacta i poc porosa) i, molt probablement, amb peces de maó massís.